# Skarbki
Skarbki – wieś w Polsce położona w województwie wielkopolskim, w powiecie tureckim, w gminie Władysławów.
W latach 1975–1998 miejscowość administracyjnie należała do województwa konińskiego.

## Pomnik przyrody
Na skraju lasu, w okolicach odkrywki Władysławów (Kopalnia Węgla Brunatnego Adamów), rósł jałowiec pospolity o obwodzie 70 cm i wysokości 6 metrów. W związku z poszerzaniem odkrywki Władysławów krzew został przesadzony o kilkadziesiąt metrów, jednak nie zaakceptował nowych warunków i usechł. 